# Mike Brewster
Michael Brewster (Orlando, 27 luglio 1989) è un giocatore di football americano statunitense che gioca nel ruolo di centro per i Jacksonville Jaguars della National Football League (NFL). Al college ha giocato a football all’Università statale dell'Ohio.

## Carriera professionistica

### Jacksonville Jaguars
Dopo non essere stato scelto nel Draft NFL 2012, Brewster il 28 aprile 2012 firmò coi Jacksonville Jaguars. La sua prima partita come titolare la disputò nella settimana 3 contro gli Indianapolis Colts. Il 1º dicembre 2012 fu inserito in lista infortunati dopo essere rotto una mano. La sua stagione da rookie si concluse con 12 presenze, 7 delle quali come titolare.
Nella stagione 2013, giocò 14 partite, 3 delle quali da titolare, ma fu costretto a terminare la stagione in anticipo dopo essersi fratturato la caviglia sinistra il 15 dicembre 2013 nella partita contro i Bills.

## Vittorie e premi
- Nessuno

## Statistiche
| Partite totali      | 26 |
| Partite da titolare | 10 |

Statistiche aggiornate alla stagione 2012